# Sebastian Lohse

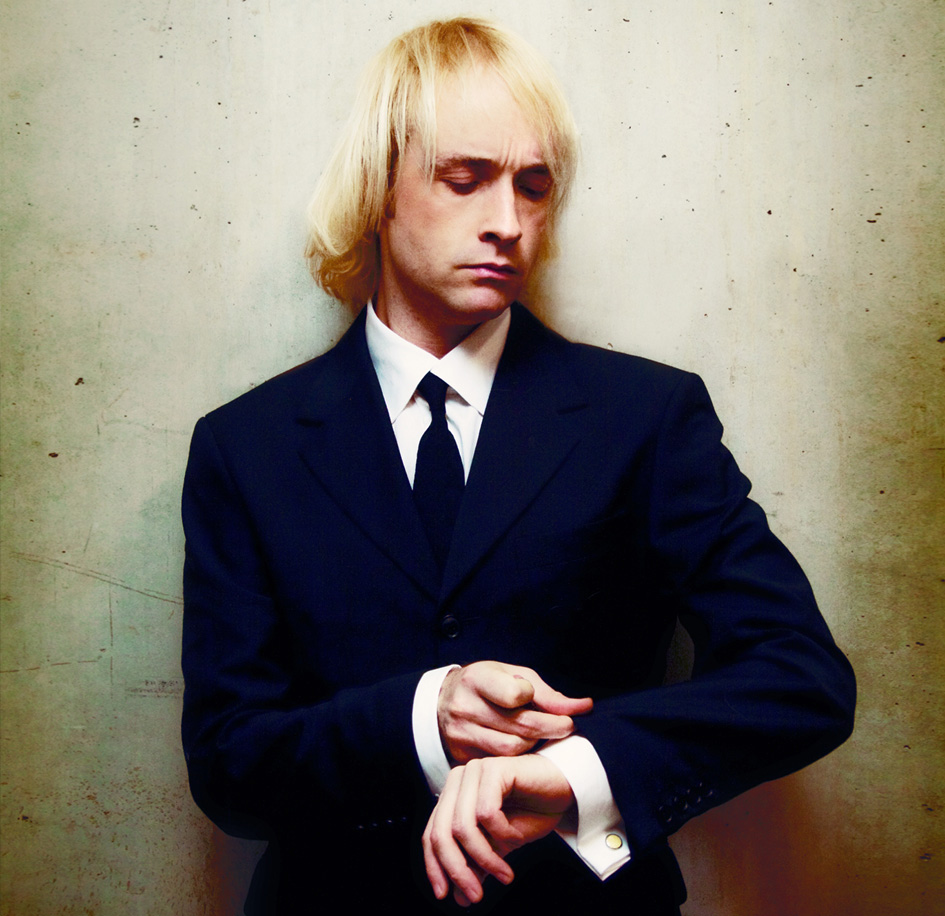
Sebastian Lohse 2009

Sebastian Lohse (* 24. März 1978 in Wolgast), auch bekannt unter seinem früheren Pseudonym Robin Sohn, ist ein deutscher Musiker, Sänger und Komponist.

## Leben
Sebastian Lohse wurde 1978 in Wolgast geboren, seit 1982 lebt er in Dresden. Seit seinem 5. Lebensjahr erhielt Lohse Flötenunterricht und wechselte dann zur Klarinette. Danach begann er zunächst autodidaktisch mit dem Gitarrenspiel und nahm später Unterricht beim Dresdner Gitarristen Detlef Bunk. Klavierunterricht nahm Lohse während seines Musikwissenschaftsstudiums.
Mit 16 Jahren sammelte er erste Erfahrungen mit Straßenmusik. Seither beteiligte sich Sebastian Lohse an verschiedenen Bandprojekten. Er gründete 1994 die Band Schweps, zwei Jahre später Kevins Kitchen und wieder zwei Jahre darauf Cohen live. Zwischendurch war er für ein Jahr Sänger beim Dresdner Musik- und Tonstudioprojekt PLUS. Den größten Erfolg hatte er als Sänger, Texter und Komponist bei der Rockband „Letzte Instanz“. Zwischen 1998 und 2003 produzierte er mit der Band drei Alben und tourte durch Klubs sowie über Festivalbühnen im In- und Ausland.
Seit 1998 nimmt er Gesangsunterricht bei der Konzert- und Opernsängerin Viktoria Promny-Göpfert. Einen dramaturgischen Schauspielunterricht für Sänger erhielt er bei Thea Elster.
Im Sommer 2005 veröffentlichte er unter eigenem Plattenlabel mit Filmkomponist Frieder Zimmermann das Album Winterlieder, ein surreales Liederkino mit philosophischen und experimentellen Texten. 2005 stand er neben Thea Elster in ihrer Inszenierung des Fritz-Grasshoff-Projektes Stets beim Graben findet Herr Ogorek… auf der Bühne.
Ende Dezember 2007 war die Premiere seines ersten Liedersoloprogrammes In Medias Res im Dresdner Kulturpalast. Inspiriert von politisch-satirischen Liedern der 1920er Jahre und klassischen französischen Chansons von Brel bis Brassens entwickelte er es mit dem Pianisten Clemens Pötzsch. Die Verwirklichung der Konzeption erfolgte durch Thea Elster. Nach rund 40 Konzerten in Deutschland folgte die Veröffentlichung auf CD. Die CD erschien im Oktober 2008 bei Metropol, Sikorski/Songs United.
2014 gründete Sebastian Lohse den Wunderhaus Verlag. Veröffentlicht werden dort vor allem Bücher und Hörspiele.

## Diskografie
- 1995 – S-Klasse (Schweps)
- 1999 – Das Spiel (Letzte Instanz)
- 2001 – Kalter Glanz (Letzte Instanz)
- 2003 – Götter auf Abruf (Letzte Instanz)
- 2004 – Letzte Instanz – Live (Letzte Instanz)
- 2005 – Winterlieder (Sand)
- 2008 – In Medias Res (Sebastian Lohse mit Clemens Pötzsch und Ensemble)
- 2010 – Erfolg (Sebastian Lohse & Die Feine Gesellschaft)
- 2014 – Futurum – Gefühl ist alles (Futurum)
- 2020 – Brüder Grimm – Das tapfere Schneiderlein (musikalisches Märchenhörspiel)

### Gastbeiträge
- 2021 - MissSuicide - De Profundis (feat. Sebastian Lohse)